# Frédéric de Courcy
 (juin 2014).
Si vous disposez d'ouvrages ou d'articles de référence ou si vous connaissez des sites web de qualité traitant du thème abordé ici, merci de compléter l'article en donnant les références utiles à sa vérifiabilité et en les liant à la section « Notes et références ».
Pour les articles homonymes, voir Courcy.
Frédéric  Charlot de Courcy, dit Frédéric de Courcy ou Frédéric, est un auteur dramatique, poète et chansonnier, né à Paris le 16 août 1796 et mort à Paris 9e le 6 mai 1862.

## Biographie
Fils d’Augustin Charlot de Courcy et d’Adélaïde Vallet, il ne s’apparente donc pas à la famille normande des Courcy.
Au côté de Martainville, Carmouche, Armand d'Artois, Dusaulchoy de Bergemont et Monperlier, il participe à la goguette des Soupers de Momus, fondée par Pierre-Joseph Charrin en 1813. En 1827, il est signalé comme sous-chef du bureau du personnel de l’administration des Postes (sous les ordres de Tenant de Latour).
À sa mort, il vivait en concubinage avec Adélaïde Alexandrine Verteuil, qui lui a donné deux fils : Alexandre-Frédéric, qui sera connu comme illustrateur, et Charles.

## Œuvres
Il est l’auteur de nombreux vaudevilles, souvent en collaboration, dont :
- 1817 : L'Heureuse Moisson, ou le Spéculateur en défaut, vaudeville en un acte mêlée de couplets de Jean-Toussaint Merle, Carmouche et Frédéric de Courcy, théâtre de la Porte-Saint-Martin (21 août)
- 1820 : La Cloyère d'huitres, ou les Deux Briquebec, comédie-vaudeville en un acte de Carmouche, Frédéric de Courcy et Jean-Toussaint Merle, théâtre de la Porte-Saint-Martin (25 janvier)
- 1820 : La Petite Corisandre, vaudeville en un acte de Dupin, Frédéric de Courcy et Carmouche, théâtre de la Porte-Saint-Martin (11 octobre)
- 1822 : Le Coq de village, tableau-vaudeville de Charles-Simon Favart avec des changements de Carmouche et Frédéric de Courcy, théâtre de la Porte-Saint-Martin (16 juillet)
- 1822 : La Réconciliation ou la Veille de la Saint-Louis, tableau-vaudeville en un acte de Carmouche, Frédéric de Courcy et Ferdinand Laloue, théâtre de la Porte-Saint-Martin (23 août)
- 1822 : Le Duel par procuration, comédie en 1 acte, mêlée de couplets, avec Auguste Rousseau, Théâtre du Vaudeville, 5 novembre
- 1823 : Les Deux Aveugles, comédie en un acte mêlée de couplets, avec Carmouche, au théâtre du Vaudeville (3 février)
- 1824 : Ourika ou l'Orpheline africaine, drame en un acte et en prose de Frédéric de Courcy et Jean-Toussaint Merle, musique de Charles-Guillaume Alexandre, théâtre de la Porte-Saint-Martin (3 avril)
- 1825 : In vino veritas, comédie-vaudeville en un acte de Saint-Ange Martin, Frédéric de Courcy et Carmouche, théâtre de la Porte-Saint-Martin (24 avril)
- 1832 : Le Courrier de la malle, ou M. Prudhomme en voyage, comédie mêlée de couplets, en trois actes et en cinq tableaux, avec Dupeuty et de Rougemont, au théâtre du Vaudeville (3 avril)[4],
- 1835 : Les Infortunes de Jovial, huissier chansonnier, voyage en trois actes et 6 tableaux mêlé de chants, de danses et de prises de corps, d'Emmanuel Théaulon et Frédéric de Courcy, théâtre des Folies-Dramatiques (22 octobre)
- 1836 : Les Chansons de Desaugiers de Frédéric de Courcy et Emmanuel Théaulon, comédie en cinq actes, mêlée de couplets, avec Théaulon, au théâtre du Palais-Royal (9 février)
- 1837 : Crouton, chef d'école, ou le Peintre véritablement artiste, tableau en un acte mêlé de couplets d'Emmanuel Théaulon, Gabriel de Lurieu et Frédéric de Courcy, théâtre des Variétés (11 avril)
- 1851 : Le Vol à la roulade, comédie mêlée de chants en 2 actes, avec Mélesville, au théâtre du Gymnase (2 mai)
- Le Voyage à Vienne, etc.